# Хита
Хита́ (яп. 日田市 Хита-си) — город в Японии, находящийся в префектуре Оита. Площадь города составляет 666,19 км², население — 67 948 человек (1 августа 2014), плотность населения — 101,99 чел./км².
Город расположен на острове Кюсю в префектуре Оита региона Кюсю.
Население города составляет 67 948 человек (1 августа 2014), а плотность — 101,99 чел./км². Изменение численности населения с 1980 по 2005 годы:
| 1980 | 83 880 чел. |  |
| 1985 | 83 655 чел. |  |
| 1990 | 81 580 чел. |  |
| 1995 | 79 776 чел. |  |
| 2000 | 77 369 чел. |  |
| 2005 | 74 165 чел. |  |

В квартале Кидзан располагаются руины средневекового замка Хинокума.

## Символика
Деревом города считается камелия сасанква, цветком — Iris sanguinea, птицей — трясогузка.

## Достопримечательности
В 2020 году на плотине Ояма в японском городе Хита (родном городе автора манги «Атака на титанов» Хадзимэ Исаямы) были воздвигнуты статуи с изображениями главных героев манги Эрена, Армина и Микасы. 